# Naldy Hernández
Naldy Hernández Gómez (Paillaco, Región de Los Ríos, 1934) es una actriz, académica y profesora de biología chilena, de larga trayectoria en teatro.

## Biografía
Nacida con el nombre de Naldi Hernández en Paillaco, Valdivia. Hija de una familia campesina chileno-española, su padre era proveniente de Castilla, España. Es hermana de la también actriz Gabriela Hernández.
A los 14 años se trasladó a Santiago, donde estudió en el Liceo N°7 de Niñas de Providencia y luego en el Liceo Experimental Manuel de Salas, donde fue alumna de Olga Poblete y María Marchant. En este último recibió un interés por el teatro que finalmente no estudió.  Después de terminar la secundaria, ingresó al estudiar pedagogía en biología en el Instituto Pedagógico de la Universidad de Chile. Al egresar, trabajó realizando clases como profesora de biología en establecimientos educacionales, además formó diversos grupos de estudiantes de teatro. 
Se trasladó a Valparaíso entre 1963 a 1973 y se integró la Agrupación Teatral Valparaíso (ATEVA), cuya dirección estaba lideraba por Marcos Portnoy, quien era dramaturgo y director. En este período se dedicó completamente al teatro, dejando atrás su profesión. 
En 1968, ATEVA se convirtió en el Departamento de teatro de la Universidad de Chile, espacio donde se desempeñó como actriz y pedagoga de teatro durante un período corto hasta el Golpe de Estado de Chile de 1973. La crisis cívico-militar rompió abruptamente con la tradicional de sus actividades. Durante este período, Hernández formó parte del Partido Comunista de Chile y por órdenes del mismo partido político, se le facilitó su exilio a Alemania, estableciéndose en Rostock, R.D.A. «El partido me pidió que me fuera a Alemania con dos niños que corrían peligro por el compromiso político de sus padres». Fundó el Teatro Lautaro, posteriormente se formó como maestra pedagoga de la enseñanza teatral. Regresó a Chile en la década de 1980, comenzó a trabajar en teatro, con una larga trayectoria en la escena nacional. Realizó giras internacionales con obras de Ramón Griffero. 
Fue docente de actuación de la Universidad de Las Américas. 
En 2015 recibió un homenaje artístico a su trayectoria por el Consejo Regional de la Cultura y las Artes de Valparaíso.
En 2016 recibió la Medalla a la Trayectoria por los 75 años del Teatro Experimental de la Universidad de Chile.
En 2017 recibió el Premio a la Excelencia Roberto Parada por Consejo Nacional de Cultura y las Artes de Chile a su trayectoria artística.

## Filmografía

#### Teatro
- El viento en las ramas del Sassafras (1966) de René de Obaidía
- Círculo de mimbre de Víctor Carvajal
- Pedro Urdemales de Mario Tardito
- La historia de Pedro de Valdivia de Víctor Carvajal
- No hay que llorar (1987) de Roberto Cossa
- Historia de un equipo de billar
- Éxtasis de Ramón Griffero
- Río abajo de Ramón Griffero
- Brench de Ramón Griffero
- Cine Autopía de Ramón Griffero
- Bailando con ojos muertos (2012) de Juan Radrigán
- Campo, un drama burgués (2014) de Isidora Stevenson
- Mortaja (2016) de Cristián Figueroa
- La guarda cuidadosa (2017) de Miguel de Cervantes
- Ella y ella (2018) de Omar Saavedra Santis

#### Cine
- Ardiente paciencia (1983)
- Sussi (1988)
- Caluga o menta (1990)
- Andrés lee i escribe (2016)
- Desde lejos veo esa tierra
- Vendrá la muerte y tendrá tus ojos (2019)
- Casimira (2020)
- Historia y geografía (2022)
- Impaciente (2022)

#### Televisión
- A la sombra del ángel (1989)
- El milagro de vivir (1990)
- Las historias de Sussi (1997)
- Los Cárcamo (1998)
- El día menos pensado (1999)
- El circo de las Montini (2002)
- La vida es una lotería (2002)
- Ídolos (2004)
- Autopsia (2004)
- Los años dorados (2015)
- Santiago paranormal (2017)
- Lo que callamos las mujeres (2018)
- Casa de Angelis (2018)
- Mea culpa (2021)

## Premios, distinciones y reconocimientos

### Distinciones
- Distinción a la trayectoria artística por la Universidad de Valparaíso (2006)[7]
- Distinción a la trayectoria artística por la Municipalidad de Valparaíso (2010)[8]
- Homenaje por la Universidad de Playa Ancha (2013)
- Homenaje por el Consejo Regional de la Cultura y las Artes de Valparaíso (2015)
- Medalla a la trayectoria por Teatro Experimental de la Universidad de Chile (2016)
- Premio a la Excelencia Roberto Parada por el Consejo Nacional de Cultura y las Artes de Chile a su trayectoria artística (2017)